# ساندومیژ
ساندومیژ (به لهستانی:  Sandomierz) یک منطقهٔ مسکونی در لهستان است که در شهرستان ساندومیژ واقع شده‌است. ساندومیژ ۲۸٫۸ کیلومتر مربع مساحت و ۲۴٬۶۲۱ نفر جمعیت دارد و ۲۰۰ متر بالاتر از سطح دریا واقع شده‌است.

## خواهرخوانده
شهرهای امندینگن، اوستروه و نیوارک-آن-ترنت خواهرخوانده‌های ساندومیژ هستند.